# Loď duchů
Loď duchů (v originále Ghost Ship) je americký hororový snímek z roku 2002. Režie se ujal Steve Beck, a scénář napsali Mark Hanlon a John Pogue. Film kombinuje napětí, tajemství a nadpřirozené prvky, a jeho děj se točí kolem opuštěné luxusní oceánské lodi, která skrývá temné tajemství.

## Děj
V Beringově moři je nalezena zaoceánská loď Antonia Garza, která byla od roku 1953 pohřešovaná. Podle pravidel má právo na loď ten, kdo ji objeví a přiveze do přístavu. Nálezci se rozhodnou, že si ji ponechají, což se později ukáže jako nejhorší rozhodnutí jejich života. Loď je opuštěná a poškozená, a tak se pustí do její opravy.
Brzy se ale začnou dít podivné věci. Členové posádky začnou vidět přízraky a stávají se oběťmi neznámého nepřítele. Cestou do přístavu se za podivných okolností začnou ztrácet. Hrůza a boj o život promění jejich cestu v opravdové peklo.

## Obsazení
| Gabriel Byrne      | Sean Murphy   |
| Julianna Margulies | Maureen Epps  |
| Ron Eldard         | Dodge         |
| Desmond Harrington | Jack Ferriman |
| Isaiah Washington  | Greer         |